# Curling na zimowych igrzyskach olimpijskich
Curling był konkurencją olimpijską już na I Zimowych Igrzyskach Olimpijskich, które odbyły się w Chamonix, rywalizowały ze sobą wówczas tylko drużyny męskie. Zawody te przez długi czas nie były uznawane przez Międzynarodowy Komitet Olimpijski, medale zostały przyznane dopiero w lutym 2006. Następnie curling nie znajdował się w programie olimpijskim, pojawiał się jednak jako dyscyplina pokazowa w 1932, 1988 i 1992. Turniej kobiet został zaprezentowany w 1988. Curling powrócił do grona dyscyplin olimpijskich podczas ZIO 1998 w Nagano.
|                     | 24 | 28 | 32 | 36 | 48 | 52 | 56 | 60 | 64 | 68 | 72 | 76 | 80 | 84 | 88 | 92 | 94 | 98 | 02 | 06 | 10 | 14 | 18 | 22 |
| ------------------- | -- | -- | -- | -- | -- | -- | -- | -- | -- | -- | -- | -- | -- | -- | -- | -- | -- | -- | -- | -- | -- | -- | -- | -- |
| Oficjalne zawody    | •  |    |    |    |    |    |    |    |    |    |    |    |    |    |    |    |    | •  | •  | •  | •  | •  | •  | •  |
| Dyscyplina pokazowa |    |    | •  |    |    |    |    |    |    |    |    |    |    |    | •  | •  |    |    |    |    |    |    |    |    |

W 1936 i 1964 dyscypliną pokazową było Stockschießen (tzw. niemiecki lub bawarski curling), zawody te nie są jednak wliczane jako curling.
Kwalifikacjami do igrzysk olimpijskich (Soczi 2014) są mistrzostwa świata kobiet i mężczyzn odbywające się na rok i dwa lata przed igrzyskami. Za uzyskanie danego miejsca otrzymuje się odpowiednią liczbę punktów, co prezentuje poniższa tabela. 
| Miejsce | 1  | 2  | 3  | 4 | 5 | 6 | 7 | 8 | 9 | 10 | 11 | 12 |
| Punkty  | 14 | 12 | 10 | 9 | 8 | 7 | 6 | 5 | 4 | 3  | 2  | 1  |

W mistrzostwach świata wyłania się po 7 drużyn, do rywalizacji automatycznie kwalifikuje się gospodarz. Dodatkowo organizowany jest specjalny turniej kwalifikacyjny, mogą w nim wystąpić reprezentacje, które nie zdołały awansować ze zdobytą liczbą punktów oraz te, które uczestniczyły w mistrzostwach świata trzy lata przed zimowymi igrzyskami olimpijskimi. Z tego turnieju kwalifikują się dwie najlepsze reprezentacje.
Turniej olimpijski rozgrywany jest systemem kołowym, każda z drużyn rozgrywa wówczas 9 meczów. Do fazy medalowej awansują cztery najlepsze drużyny, przy czym pod uwagę bierze się jedynie bilans wygranych i przegranych meczów. W przypadku większej liczby drużyn z takimi samymi wynikami rozgrywany jest mecz barażowy. W półfinale rywalizuje ze sobą pierwsza drużyna z czwartą i trzecia z drugą. Zwycięzcy spotykają się w finale i walczą o złoty medal, drużyny, które przegrały swoje półfinały grają o medal brązowy.

## Klasyfikacja medalowa
| #   | Kraj              | Kobiety | Kobiety | Kobiety | Mężczyźni | Mężczyźni | Mężczyźni | Pary mieszane | Pary mieszane | Pary mieszane | Razem | Razem  | Razem | Suma |
| #   | Kraj              | Złoto   | Srebro  | Brąz    | Złoto     | Srebro    | Brąz      | Złoto         | Srebro        | Brąz          | Złoto | Srebro | Brąz  | Suma |
| 1.  | Kanada            | 2       | 1       | 2       | 3         | 2         | 1         | 1             |               |               | 6     | 3      | 3     | 12   |
| 2.  | Szwecja           | 3       | 1       | 2       | 1         | 2         | 1         |               |               | 1             | 4     | 3      | 4     | 11   |
| 3.  | Wielka Brytania   | 2       |         | 1       | 1         | 2         |           |               |               |               | 3     | 2      | 1     | 6    |
| 4.  | Szwajcaria        |         | 2       |         | 1         |           | 3         |               | 1             |               | 1     | 3      | 3     | 7    |
| 5.  | Norwegia          |         |         |         | 1         | 1         | 1         |               | 1             | 1             | 1     | 2      | 2     | 5    |
| 6.  | Stany Zjednoczone |         |         |         | 1         |           | 1         |               |               |               | 1     |        | 1     | 2    |
| 7.  | Włochy            |         |         |         |           |           |           | 1             |               |               | 1     |        |       | 1    |
| 8.  | Japonia           |         | 1       | 1       |           |           |           |               |               |               |       | 1      | 1     | 2    |
| 9.  | Dania             |         | 1       |         |           |           |           |               |               |               |       | 1      |       | 1    |
| 9.  | Finlandia         |         |         |         |           | 1         |           |               |               |               |       | 1      |       | 1    |
| 9.  | Korea Południowa  |         | 1       |         |           |           |           |               |               |               |       | 1      |       | 1    |
| 12. | Chiny             |         |         | 1       |           |           |           |               |               |               |       |        | 1     | 1    |
| 12. | Francja           |         |         |         |           |           | 1         |               |               |               |       |        | 1     | 1    |